# Águeda e Borralha
Águeda e Borralha (oficialment: União das Freguesias de Águeda e Borralha) és una freguesia ("parròquia civil") del municipi d'Àgueda, districte d'Aveiro, Portugal. La població el 2011 era de 13.576 habitants, en una superfície de 36,03 km².
La freguesia es va establir el 2013 fusionant les freguesies d'Águeda i Borralha.